# Jakub Sedláček
Jakub Sedláček (* 5. dubna 1990, Zlín) je bývalý český hokejový brankář a mládežnický reprezentant.

## Hráčská kariéra
Sedláček je odchovancem hokejového klubu ze Zlína, kde se začal výrazněji prosazovat od sezony 2008/2009. Ve svém prvním ročníku si zahrál 28 zápasů, kde odchytal 1617 minut a připsal si 1090 zákroků. Vychytal také 4 čistá konta a stal se nejlepším brankářem základní části s úspěšností 94,29% zákroků. V ročníku 2009/2010 odchytal 44 zápasů, kdy byl na ledě 2588 minut a připsal si 1237 zákroků. V sezoně 2010/2011 ho z postu prvního zlínského gólmana částečně sesadil Tomáš Duba. V ročníku 2011/2012 se v brance pravidelně střídal s Lubošem Horčičkou. Podobné to bylo i v ročníku 2012/2013, kdy získal se Zlínem stříbro. Poté se však Sedláček nedohodl s moravským klubem na dalším pokračování smlouvy a upsal se lotyšské Rize, kde od sezony 2013/2014 hájí barvy Dinama. V srpnu 2017 se vrátil do vlasti a podepsal dvouměsíční smlouvu do 30. září 2017 s Mountfieldem HK z Hradce Králové, který tehdy hledal náhradu za zraněného Patrika Rybára. Po vypršení smlouvy onu sezónu ještě vystřídal kluby HC Bolzano a HC Slovan Bratislava. Další rok zamířil do rodného klubu PSG Berani Zlín, ještě ten rok byl ale vyměněn do týmu HC Sparta Praha. Od roku 2021 působil v klubu HC Olomouc, kde 22. dubna 2025 oznámil konec kariéry.

## Reprezentační kariéra
Reprezentoval českou juniorskou reprezentaci na MS juniorů v roce 2009 a 2010.